# Aspilia paludosa
Aspilia paludosa là một loài thực vật có hoa trong họ Cúc. Loài này được Berhaut mô tả khoa học đầu tiên năm 1955.